# Wereldkampioenschappen veldrijden 1982
De wereldkampioenschappen veldrijden 1982 werden gehouden op 20 en 21 februari 1982 in Lanarvily, Frankrijk.

## Uitslagen

### Mannen, elite
| Plaats | Renner             | Land                     | Tijd    |
| ------ | ------------------ | ------------------------ | ------- |
|        | Roland Liboton     | België                   | 1:06.36 |
| Zilver | Albert Zweifel     | Zwitserland              | + 0.02  |
| Brons  | Hennie Stamsnijder | Nederland                | + 0.43  |
| 4.     | Robert Vermeire    | België                   | + 1.19  |
| 5.     | Reimund Dietzen    | Bondsrepubliek Duitsland | + 1.56  |
| 6.     | Johan Ghyllebert   | België                   | + 2.13  |
| 7.     | Gilles Blaser      | Zwitserland              | + 2.22  |
| 8.     | Dieter Uebing      | Bondsrepubliek Duitsland | + 2.49  |
| 9.     | Rein Groenendaal   | Nederland                | + 3.13  |
| 10.    | Klaus-Peter Thaler | Bondsrepubliek Duitsland | + 3.30  |

### Jongens, junioren
| Plaats | Renner                | Land                           | Tijd   |
| ------ | --------------------- | ------------------------------ | ------ |
|        | Beat Schumacher       | Zwitserland                    | 43.06  |
| Zilver | Erwin Nijboer         | Nederland                      | + 0.04 |
| Brons  | Radovan Fořt          | Tsjecho-Slowakije              | + 1.02 |
| 4.     | Christopher Young     | Verenigd Koninkrijk            | + 1.08 |
| 5.     | Peter Hric            | Tsjecho-Slowakije              | + 1.30 |
| 6.     | Maurizio Vandelli     | Italië                         | + 1.54 |
| 7.     | Timothy Gould         | Verenigd Koninkrijk            | + 1.57 |
| 8.     | Klaus-Dieter Pohlmann | Bondsrepubliek Duitsland       | + 2.12 |
| 9.     | Karsten Migels        | Duitse Democratische Republiek | + 2.17 |
| 10.    | Angelo Tosi           | Italië                         | + 2.23 |

### Mannen, amateurs
| Plaats | Renner              | Land              | Tijd   |
| ------ | ------------------- | ----------------- | ------ |
|        | Miloš Fišera        | Tsjecho-Slowakije | 52.38  |
| Zilver | Radomír Šimůnek     | Tsjecho-Slowakije | z.t.   |
| Brons  | Ueli Müller         | Zwitserland       | z.t.   |
| 4.     | Hans Boom           | Nederland         | z.t.   |
| 5.     | Vito Di Tano        | Italië            | z.t.   |
| 6.     | Ivan Messelis       | België            | z.t.   |
| 7.     | Jean-Yves Plaisance | Frankrijk         | + 0.06 |
| 8.     | Petr Klouček        | Tsjecho-Slowakije | z.t.   |
| 9.     | Fritz Saladin       | Zwitserland       | + 0.10 |
| 10.    | Herman Snoeijink    | Nederland         | + 0.12 |

## Medaillespiegel
| Plaats | Land              | Goud | Zilver | Brons | Totaal |
| 1      | Tsjecho-Slowakije | 1    | 1      | 1     | 3      |
| 1      | Zwitserland       | 1    | 1      | 1     | 3      |
| 3      | België            | 1    | 0      | 0     | 1      |
| 4      | Nederland         | 0    | 1      | 1     | 2      |
| Totaal | Totaal            | 3    | 3      | 3     | 9      |

1950 · 
1951 · 
1952 · 
1953 · 
1954 · 
1955 · 
1956 · 
1957 · 
1958 · 
1959 · 
1960 · 
1961 · 
1962 · 
1963 · 
1964 · 
1965 · 
1966 · 
1967 · 
1968 · 
1969 · 
1970 · 
1971 · 
1972 · 
1973 · 
1974 · 
1975 · 
1976 · 
1977 · 
1978 · 
1979 · 
1980 · 
1981 · 
1982 · 
1983 · 
1984 · 
1985 · 
1986 · 
1987 · 
1988 · 
1989 · 
1990 · 
1991 · 
1992 · 
1993 · 
1994 · 
1995 · 
1996 · 
1997 · 
1998 · 
1999 · 
2000 · 
2001 · 
2002 · 
2003 · 
2004 · 
2005 · 
2006 · 
2007 · 
2008 · 
2009 · 
2010 · 
2011 · 
2012 · 
2013 · 
2014 · 
2015 · 
2016 · 
2017 · 
2018 · 
2019 ·
2020 ·
2021 ·
2022 ·
2023 ·
2024 ·
2025

Categorieën

Mannen elite · 
vrouwen elite · 
mannen beloften · 
vrouwen beloften · 
jongens junioren · 
meisjes junioren · 
gemengde estafette

Voormalig:
mannen amateurs